# Jaroslav Borovička
Jaroslav Borovička (né le 26 janvier 1931 à Prague à l'époque en Tchécoslovaquie, aujourd'hui en République tchèque, mort le 29 décembre 1992) est un joueur de football international tchécoslovaque (tchèque) qui évoluait au poste de milieu de terrain.

## Biographie

### Carrière en club
Jaroslav Borovička est sacré champion de Tchécoslovaquie à six reprises.
Avec le club du Dukla Prague, il dispute 12 matchs en Coupe d'Europe des clubs champions, atteignant les quarts de finale de cette compétition en 1962.

### Carrière en sélection
Avec l'équipe de Tchécoslovaquie, il joue 21 matchs (pour 2 buts inscrits) entre 1953 et 1961. 
Il joue son premier match en équipe nationale le 14 juin 1953 contre la Roumanie et son dernier le 29 avril 1961 contre le Mexique.
Il figure dans le groupe des sélectionnés lors des Coupes du monde de 1958 et de 1962. Lors du mondial 1958 organisé en Suède, il joue trois matchs : deux contre l'Irlande du Nord et un contre l'Argentine. En revanche, il ne dispute aucun match lors du mondial 1962 qui se déroule au Chili.

## Palmarès
| \| Sparta Prague - Championnat de Tchécoslovaquie (1) : - Champion : 1952. - Vice-champion : 1951. \| \| Dukla Prague - Championnat de Tchécoslovaquie (5) : - Champion : 1956, 1957-58, 1960-61, 1961-62 et 1962-63. - Vice-champion : 1958-59. - Coupe de Tchécoslovaquie (1) : - Vainqueur : 1960-61. - Finaliste : 1961-62. \| |  | Tchécoslovaquie - Coupe du monde : - Finaliste : 1962. |
| Sparta Prague - Championnat de Tchécoslovaquie (1) : - Champion : 1952. - Vice-champion : 1951. |  | Dukla Prague - Championnat de Tchécoslovaquie (5) : - Champion : 1956, 1957-58, 1960-61, 1961-62 et 1962-63. - Vice-champion : 1958-59. - Coupe de Tchécoslovaquie (1) : - Vainqueur : 1960-61. - Finaliste : 1961-62. |